# 聖路易島 (巴黎)

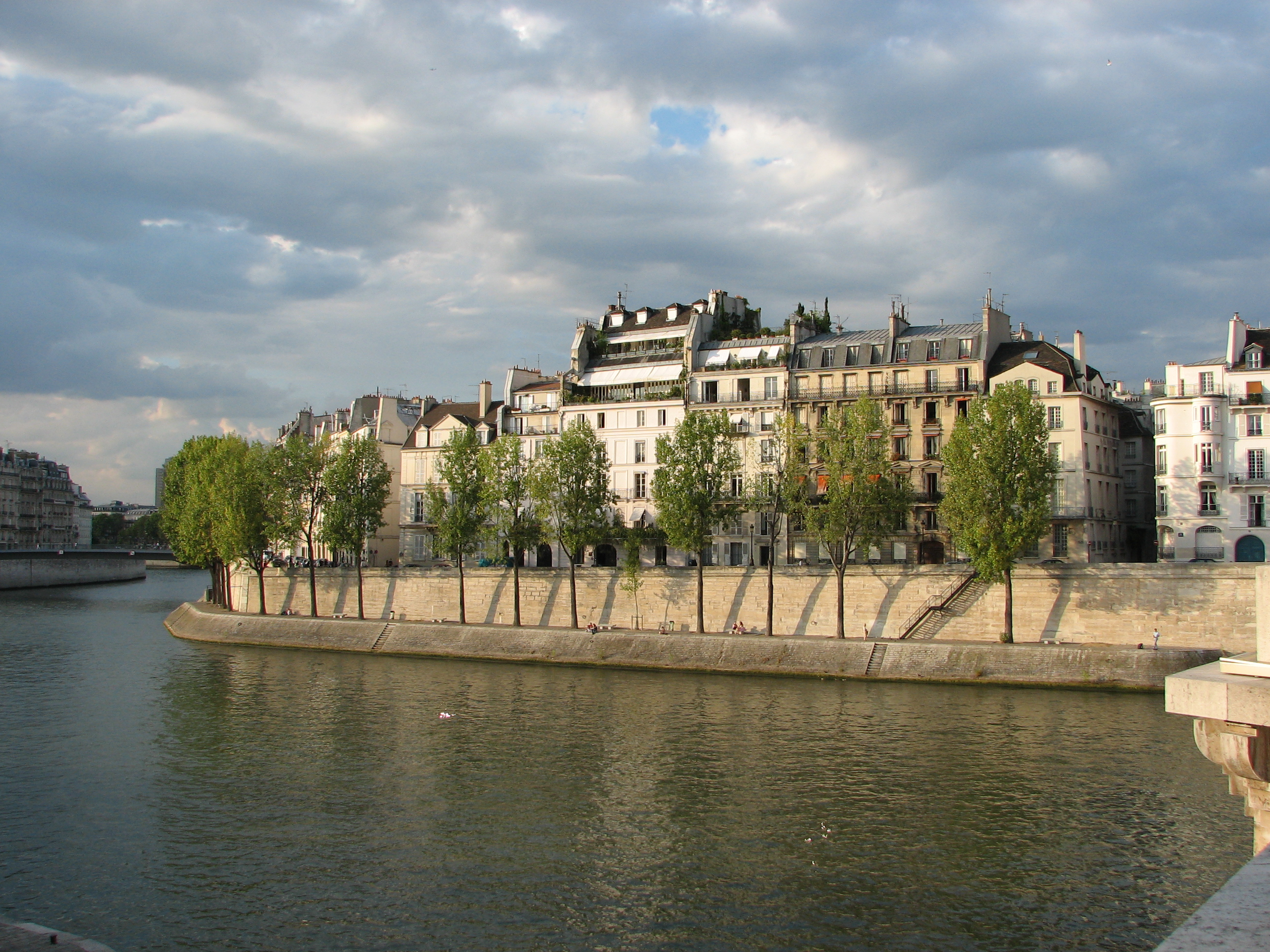
聖路易島的南端

48°51′06″N 2°21′23″E / 48.85167°N 2.35639°E
聖路易島（法語：Île Saint-Louis）是塞納河上的兩個天然河島之一，位於法國巴黎市，另一個天然的河島是西堤島（Île de la Cité），天鹅岛（Île des Cygnes）是人造的。島嶼的名稱是以法王路易九世命名(聖路易)。
聖路易島藉由橋樑與河的兩岸連接，而且也藉由聖路易橋與西堤島相連。 此島以前是用來放牧牛隻與儲放木材的。隨著法國第一個都市計劃，它在十七世紀亨利四世與路易十三世在位期間經歷了全面規劃與建造。聖路易島成為繁華巴黎中心的寧靜綠洲，島上只有狹窄的單向道，沒有任何地鐵站，也只有2個公車站。島上大部分都是住宅區，但街上也有一些餐廳、商店、咖啡館、冰淇淋店，以及一個教堂島上的聖路易教堂。

Île Saint-Louis, 2021.

Template:巴黎名勝